# 배닝하우스

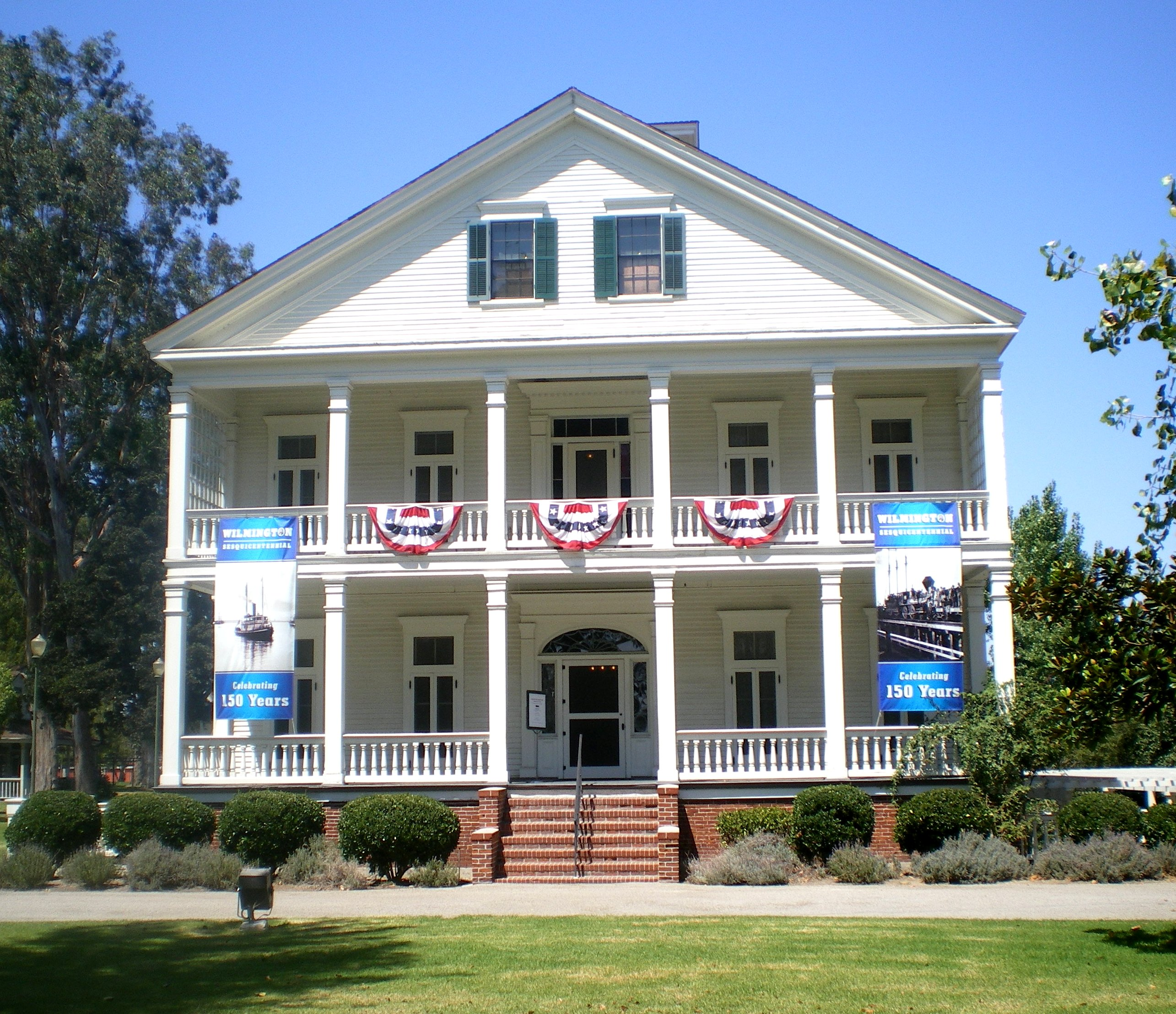

배닝하우스(Banning House)는 캘리포니아주 로스앤젤레스의 윌밍턴 섹션의 역사적인 그리스 재현-빅토리아 건축 방식의 집이다. 1863년에 건조되었으며 1925년까지 배닝가(家)에서 유지되다가 1927년부터 로스엔젤레스시의 소유로 남아있다. 집과 곳간, 정원은 현재 박물관으로서 운영되고 있다. 미국 국립사적지에 등재되었다.